# A Nagy Duett (hatodik évad)
A Nagy Duett című zenés show-műsor hatodik évadja 2018. április 15-én vette kezdetét a TV2-n. A műsorvezető Liptai Claudia volt, a zsűriben változás történt, egyedül Kasza Tibor maradt. Az új zsűritagok Nagy Adri és Pápai Joci voltak.
Az évad nyolc részes volt, vasárnaponként sugározta a TV2. A döntőre 2018. június 3-án került sor, ahol a hatodik széria győztesei Horváth Tamás és Balázs Andrea lettek, így ők nyerték el „Az év duettpárja” címet 2018-ban.

## Összesített eredmény
| – A páros továbbjutott                           |
| – A két legkevesebb szavazattal rendelkező páros |
| – A páros kiesett                                |

| #   | Párok           | Párok              | 1. adás (április 15.) | 2. adás (április 22.) | 3. adás (április 29.) | 4. adás (május 6.)   | 5. adás (május 13.)  | 6. adás (május 20.)   | 7. adás (május 27.)   | 8. adás (június 3.)   | Eredmény                       |
| #   | Profik          | Amatőrök           | 1. adás (április 15.) | 2. adás (április 22.) | 3. adás (április 29.) | 4. adás (május 6.)   | 5. adás (május 13.)  | 6. adás (május 20.)   | 7. adás (május 27.)   | 8. adás (június 3.)   | Eredmény                       |
| --- | --------------- | ------------------ | --------------------- | --------------------- | --------------------- | -------------------- | -------------------- | --------------------- | --------------------- | --------------------- | ------------------------------ |
| 1.  | Horváth Tamás   | Balázs Andrea      | 30 pont               | 30 pont               | 30 pont               | 30 pont              | 59 pont              | 57 pont               | 60 pont               | -                     | Megnyerték a Nagy Duettet      |
| 2.  | Takács Nikolas  | Tápai Szabina      | 30 pont               | 27 pont               | 29 pont               | 29 pont              | 57 pont              | 60 pont               | 56 pont               | -                     | 2. helyezettek a Nagy Duettben |
| 3.  | Csobot Adél     | Rózsa György       | 30 pont               | 30 pont               | 30 pont               | 28 pont              | 57 pont              | 57 pont               | 58 pont               | -                     | 3. helyezettek a Nagy Duettben |
| 4.  | Kollányi Zsuzsi | Kamarás Iván       | 30 pont               | 30 pont               | 28 pont               | 30 pont              | 58 pont              | 59 pont               | 57 pont               | -                     | 4. helyezettek a Nagy Duettben |
| 5.  | Szabó Ádám      | Keveházi Krisztina | 28 pont               | 27 pont               | 30 pont               | 29 pont              | 56 pont              | 59 pont               | 50 pont               | Kiestek a 7. adásban  | Kiestek a 7. adásban           |
| 6.  | Gönczi Gábor    | Erdélyi Tímea      | 27 pont               | 27 pont               | 30 pont               | 28 pont              | 55 pont              | 58 pont               | Kiestek a 6. adásban  | Kiestek a 6. adásban  | Kiestek a 6. adásban           |
| 7.  | Wolf Kati       | Fodor Rajmund      | 27 pont               | 25 pont               | 30 pont               | 30 pont              | 55 pont              | Kiestek az 5. adásban | Kiestek az 5. adásban | Kiestek az 5. adásban | Kiestek az 5. adásban          |
| 8.  | Tóth Andi       | Rippel Feri        | 25 pont               | 24 pont               | 30 pont               | 29 pont              | Kiestek a 4. adásban | Kiestek a 4. adásban  | Kiestek a 4. adásban  | Kiestek a 4. adásban  | Kiestek a 4. adásban           |
| 9.  | Gergely Róbert  | Megyeri Csilla     | 27 pont               | 28 pont               | 28 pont               | Kiestek a 3. adásban | Kiestek a 3. adásban | Kiestek a 3. adásban  | Kiestek a 3. adásban  | Kiestek a 3. adásban  | Kiestek a 3. adásban           |
| 10. | Marcellina      | Pumped Gabo        | 23 pont               | 29 pont               | Kiestek a 2. adásban  | Kiestek a 2. adásban | Kiestek a 2. adásban | Kiestek a 2. adásban  | Kiestek a 2. adásban  | Kiestek a 2. adásban  | Kiestek a 2. adásban           |

Az 1. adásban nem esett ki egyik páros sem. A döntőben a zsűri már nem adott pontokat.

## Adások
- Megjegyzés: a zsűri a döntő kivételével minden adásban a produkciókat 1-től 10-ig pontozta, a nézők a TV2 Live mobilapplikációval 1-től 10-ig pontozhatták a produkciókat azok időtartama alatt. Az első adásban nem volt kiesés, a második adásról az elődöntőig a két legkevesebb összesített pontszámmal rendelkező páros a veszélyzónába került és az a páros jutott tovább, amelyik több szavazatot kapott az adás végén indított extra szavazáson.

### 1. adás (április 15.)
| #  | Előadók         | Előadók            | Dal                          | Eredeti előadó               | Pontozás    | Pontozás  | Pontozás   | Pontozás | Eredmény       |
| #  | Profi           | Amatőr             | Dal                          | Eredeti előadó               | Kasza Tibor | Nagy Adri | Pápai Joci | Összesen | Eredmény       |
| -- | --------------- | ------------------ | ---------------------------- | ---------------------------- | ----------- | --------- | ---------- | -------- | -------------- |
| 1  | Tóth Andi       | Rippel Feri        | Duele el Corazón             | Enrique Iglesias             | 8           | 8         | 9          | 25       | Továbbjutottak |
| 2  | Marcellina      | Pumped Gabo        | Mr. Saxobeat                 | Alexandra Stan               | 8           | 7         | 8          | 23       | Továbbjutottak |
| 3  | Gergely Róbert  | Megyeri Csilla     | Ding Dong                    | Csonka András                | 9           | 9         | 9          | 27       | Továbbjutottak |
| 4  | Szabó Ádám      | Keveházi Krisztina | Buli Buli                    | Rostás Dorina                | 9           | 9         | 10         | 28       | Továbbjutottak |
| 5  | Gönczi Gábor    | Erdélyi Tímea      | Jajj, de jó a habos söremény | KGB                          | 9           | 9         | 9          | 27       | Továbbjutottak |
| 6  | Takács Nikolas  | Tápai Szabina      | Comment Ca Va                | Balázs Klári és Korda György | 10          | 10        | 10         | 30       | Továbbjutottak |
| 7  | Wolf Kati       | Fodor Rajmund      | Ő még csak most 14           | Locomotiv GT                 | 8           | 9         | 10         | 27       | Továbbjutottak |
| 8  | Kollányi Zsuzsi | Kamarás Iván       | Villa Negra                  | Budapest Bár                 | 10          | 10        | 10         | 30       | Továbbjutottak |
| 9  | Horváth Tamás   | Balázs Andrea      | Ain’t Your Mama              | Jennifer Lopez               | 10          | 10        | 10         | 30       | Továbbjutottak |
| 10 | Csobot Adél     | Rózsa György       | Csókkirály                   | Hungária                     | 10          | 10        | 10         | 30       | Továbbjutottak |

### 2. adás (április 22.)
| #  | Előadók         | Előadók            | Dal                        | Eredeti előadó             | Pontozás    | Pontozás  | Pontozás   | Pontozás | Eredmény       |
| #  | Profi           | Amatőr             | Dal                        | Eredeti előadó             | Kasza Tibor | Nagy Adri | Pápai Joci | Összesen | Eredmény       |
| -- | --------------- | ------------------ | -------------------------- | -------------------------- | ----------- | --------- | ---------- | -------- | -------------- |
| 1  | Wolf Kati       | Fodor Rajmund      | Nád a házam teteje         | Alma együttes              | 8           | 9         | 8          | 25       | Továbbjutottak |
| 2  | Tóth Andi       | Rippel Feri        | Hooray! Hooray!            | Boney M.                   | 8           | 8         | 8          | 24       | Utolsó előttik |
| 3  | Szabó Ádám      | Keveházi Krisztina | Ha az életben              | Kispál és a Borz           | 9           | 9         | 9          | 27       | Továbbjutottak |
| 4  | Csobot Adél     | Rózsa György       | Szóljon hangosan az ének   | Soltész Rezső              | 10          | 10        | 10         | 30       | Továbbjutottak |
| 5  | Gergely Róbert  | Megyeri Csilla     | Mindenki táncol            | Majka                      | 9           | 10        | 9          | 28       | Továbbjutottak |
| 6  | Gönczi Gábor    | Erdélyi Tímea      | Egy bolond százat csinál   | Varga Feri & Balássy Betty | 8           | 9         | 10         | 27       | Továbbjutottak |
| 7  | Marcellina      | Pumped Gabo        | Tépj szét                  | Oroszlán Szonja            | 10          | 9         | 10         | 29       | Kiestek        |
| 8  | Horváth Tamás   | Balázs Andrea      | Meghalok, hogyha rám nézel | Hungária                   | 10          | 10        | 10         | 30       | Továbbjutottak |
| 9  | Takács Nikolas  | Tápai Szabina      | Az éjjel soha nem ér véget | Soho Party                 | 9           | 9         | 9          | 27       | Továbbjutottak |
| 10 | Kollányi Zsuzsi | Kamarás Iván       | Elvis Trén                 | Macskák                    | 10          | 10        | 10         | 30       | Továbbjutottak |

### 3. adás (április 29.)
| # | Előadók         | Előadók            | Dal                    | Eredeti előadó              | Pontozás    | Pontozás  | Pontozás   | Pontozás | Eredmény       |
| # | Profi           | Amatőr             | Dal                    | Eredeti előadó              | Kasza Tibor | Nagy Adri | Pápai Joci | Összesen | Eredmény       |
| - | --------------- | ------------------ | ---------------------- | --------------------------- | ----------- | --------- | ---------- | -------- | -------------- |
| 1 | Takács Nikolas  | Tápai Szabina      | Despacito              | Luis Fonsi ft. Daddy Yankee | 10          | 10        | 9          | 29       | Utolsó előttik |
| 2 | Gergely Róbert  | Megyeri Csilla     | Fogj egy sétapálcát    | Németh Lehel                | 9           | 10        | 9          | 28       | Kiestek        |
| 3 | Gönczi Gábor    | Erdélyi Tímea      | Százszor ölelj még!    | NOX                         | 10          | 10        | 10         | 30       | Továbbjutottak |
| 4 | Szabó Ádám      | Keveházi Krisztina | Let’s Get It Started   | The Black Eyed Peas         | 10          | 10        | 10         | 30       | Továbbjutottak |
| 5 | Kollányi Zsuzsi | Kamarás Iván       | Mambo Italiano         | Komár László                | 9           | 9         | 10         | 28       | Továbbjutottak |
| 6 | Wolf Kati       | Fodor Rajmund      | Hello                  | Shygys                      | 10          | 10        | 10         | 30       | Továbbjutottak |
| 7 | Tóth Andi       | Rippel Feri        | Born to Be Wild        | Steppenwolf                 | 10          | 10        | 10         | 30       | Továbbjutottak |
| 8 | Csobot Adél     | Rózsa György       | Te rongyos élet        | Csárdáskirálynő             | 10          | 10        | 10         | 30       | Továbbjutottak |
| 9 | Horváth Tamás   | Balázs Andrea      | Holding Out for a Hero | Bonnie Tyler                | 10          | 10        | 10         | 30       | Továbbjutottak |

### 4. adás (május 6.)
| # | Előadók         | Előadók            | Dal                      | Eredeti előadó     | Pontozás    | Pontozás  | Pontozás   | Pontozás | Eredmény       |
| # | Profi           | Amatőr             | Dal                      | Eredeti előadó     | Kasza Tibor | Nagy Adri | Pápai Joci | Összesen | Eredmény       |
| - | --------------- | ------------------ | ------------------------ | ------------------ | ----------- | --------- | ---------- | -------- | -------------- |
| 1 | Gönczi Gábor    | Erdélyi Tímea      | Szerelembomba            | Back II Black      | 10          | 9         | 9          | 28       | Utolsó előttik |
| 2 | Tóth Andi       | Rippel Feri        | Timber                   | Pitbull és Kesha   | 10          | 10        | 8          | 28       | Kiestek        |
| 3 | Kollányi Zsuzsi | Kamarás Iván       | #Lávkóma                 | Kis Grófo          | 10          | 10        | 10         | 30       | Továbbjutottak |
| 4 | Wolf Kati       | Fodor Rajmund      | Enter Sandman            | Metallica          | 10          | 10        | 10         | 30       | Továbbjutottak |
| 5 | Szabó Ádám      | Keveházi Krisztina | Angelina                 | Fiesta             | 10          | 9         | 10         | 29       | Továbbjutottak |
| 6 | Horváth Tamás   | Balázs Andrea      | Kell ott fenn egy ország | Sztevanovity Zorán | 10          | 10        | 10         | 30       | Továbbjutottak |
| 7 | Csobot Adél     | Rózsa György       | Mizu                     | Fluor Tomi         | 10          | 9         | 9          | 28       | Továbbjutottak |
| 8 | Takács Nikolas  | Tápai Szabina      | Érted mondok imát        | Cserháti Zsuzsa    | 9           | 10        | 10         | 29       | Továbbjutottak |

- Extra produkció: Csobot Adél, Kollányi Zsuzsi, Nagy Adri és Tápai Szabina – Mama

### 5. adás (május 13.)
| #                | Előadók         | Előadók            | Dal                       | Eredeti előadó                          | Pontozás    | Pontozás  | Pontozás   | Pontozás | Eredmény       |
| #                | Profi           | Amatőr             | Dal                       | Eredeti előadó                          | Kasza Tibor | Nagy Adri | Pápai Joci | Összesen | Eredmény       |
| ---------------- | --------------- | ------------------ | ------------------------- | --------------------------------------- | ----------- | --------- | ---------- | -------- | -------------- |
| 1                | Kollányi Zsuzsi | Kamarás Iván       | Viszlát nyár              | AWS                                     | 10          | 9         | 9          | 28       | Továbbjutottak |
| 2                | Takács Nikolas  | Tápai Szabina      | Táncolj még               | Fresh                                   | 9           | 9         | 9          | 27       | Továbbjutottak |
| 3                | Gönczi Gábor    | Erdélyi Tímea      | Candy                     | Robbie Williams                         | 8           | 9         | 8          | 25       | Utolsó előttik |
| 4                | Wolf Kati       | Fodor Rajmund      | Greased lighting          | Grease                                  | 8           | 8         | 9          | 25       | Kiestek        |
| 5                | Szabó Ádám      | Keveházi Krisztina | Harmonikás                | Solymos Tóni                            | 9           | 8         | 9          | 26       | Továbbjutottak |
| 6                | Csobot Adél     | Rózsa György       | Let's Twist Again         | Chubby Checker                          | 10          | 8         | 9          | 27       | Továbbjutottak |
| 7                | Horváth Tamás   | Balázs Andrea      | Boogie Wonderland         | Earth, Wind & Fire                      | 10          | 9         | 10         | 29       | Továbbjutottak |
| Közös produkciók |                 |                    |                           |                                         |             |           |            |          |                |
| 8                | Gönczi Gábor    | Erdélyi Tímea      | Fáj még, ha néha felhívsz | Bestiák                                 | 10          | 10        | 10         | 30       |                |
| 8                | Kollányi Zsuzsi | Kamarás Iván       | Fáj még, ha néha felhívsz | Bestiák                                 | 10          | 10        | 10         | 30       |                |
| 8                | Csobot Adél     | Rózsa György       | Fáj még, ha néha felhívsz | Bestiák                                 | 10          | 10        | 10         | 30       |                |
| 9                | Horváth Tamás   | Balázs Andrea      | Lady Marmalade            | Christina Aguilera, Mýa, Pink, Lil' Kim | 10          | 10        | 10         | 30       |                |
| 9                | Wolf Kati       | Fodor Rajmund      | Lady Marmalade            | Christina Aguilera, Mýa, Pink, Lil' Kim | 10          | 10        | 10         | 30       |                |
| 9                | Takács Nikolas  | Tápai Szabina      | Lady Marmalade            | Christina Aguilera, Mýa, Pink, Lil' Kim | 10          | 10        | 10         | 30       |                |
| 9                | Szabó Ádám      | Keveházi Krisztina | Lady Marmalade            | Christina Aguilera, Mýa, Pink, Lil' Kim | 10          | 10        | 10         | 30       |                |

### 6. adás (május 20.)
| #      | Előadók         | Előadók            | Dal                       | Eredeti előadó  | Pontozás    | Pontozás  | Pontozás   | Pontozás | Eredmény       |
| #      | Profi           | Amatőr             | Dal                       | Eredeti előadó  | Kasza Tibor | Nagy Adri | Pápai Joci | Összesen | Eredmény       |
| ------ | --------------- | ------------------ | ------------------------- | --------------- | ----------- | --------- | ---------- | -------- | -------------- |
| 1      | Horváth Tamás   | Balázs Andrea      | Smooth Criminal           | Michael Jackson | 9           | 9         | 9          | 27       | Továbbjutottak |
| 2      | Gönczi Gábor    | Erdélyi Tímea      | Bailando                  | Loona           | 9           | 9         | 10         | 28       | Kiestek        |
| 3      | Takács Nikolas  | Tápai Szabina      | Ő (She)                   | Máté Péter      | 10          | 10        | 10         | 30       | Továbbjutottak |
| 4      | Kollányi Zsuzsi | Kamarás Iván       | If You Could Read My Mind | Stars on 54     | 10          | 9         | 10         | 29       | Továbbjutottak |
| 5      | Szabó Ádám      | Keveházi Krisztina | Smells Like Teen Spirit   | Nirvana         | 9           | 10        | 10         | 29       | Továbbjutottak |
| 6      | Csobot Adél     | Rózsa György       | Millió rózsaszál          | Csongrádi Kata  | 9           | 9         | 9          | 27       | Utolsó előttik |
| párbaj |                 |                    |                           |                 |             |           |            |          |                |
| 7      | Gönczi Gábor    | Erdélyi Tímea      | Shimmy                    | A bajadér       | 10          | 10        | 10         | 30       |                |
| 7      | Takács Nikolas  | Tápai Szabina      | Shimmy                    | A bajadér       | 10          | 10        | 10         | 30       |                |
| 8      | Csobot Adél     | Rózsa György       | Nem adom fel              | Locomotiv GT    | 10          | 10        | 10         | 30       |                |
| 8      | Szabó Ádám      | Keveházi Krisztina | Nem adom fel              | Locomotiv GT    | 10          | 10        | 10         | 30       |                |
| 9      | Horváth Tamás   | Balázs Andrea      | Rossz vagyok              | Manhattan       | 10          | 10        | 10         | 30       |                |
| 9      | Kollányi Zsuzsi | Kamarás Iván       | Rossz vagyok              | Manhattan       | 10          | 10        | 10         | 30       |                |

- Extra produkció: Pápai Joci – Látomás

### 7. adás - Elődöntő (május 27.)
| # | Előadók         | Előadók            | Dal                          | Eredeti előadó                                | Pontozás    | Pontozás  | Pontozás   | Pontozás | Eredmény       |
| # | Profi           | Amatőr             | Dal                          | Eredeti előadó                                | Kasza Tibor | Nagy Adri | Pápai Joci | Összesen | Eredmény       |
| - | --------------- | ------------------ | ---------------------------- | --------------------------------------------- | ----------- | --------- | ---------- | -------- | -------------- |
| 1 | Szabó Ádám      | Keveházi Krisztina | 24K Magic                    | Bruno Mars                                    | 8           | 8         | 8          | 24       | Kiestek        |
| 6 | Szabó Ádám      | Keveházi Krisztina | Quando quando                | Michael Bublé ft. Nelly Furtado               | 8           | 9         | 9          | 26       | Kiestek        |
| 2 | Csobot Adél     | Rózsa György       | Próbálj meg lazítani!        | Hofi Géza                                     | 9           | 9         | 10         | 28       | Továbbjutottak |
| 9 | Csobot Adél     | Rózsa György       | Márti dala                   | Anna and the Barbies ft. Kiss Tibor           | 10          | 10        | 10         | 30       | Továbbjutottak |
| 3 | Horváth Tamás   | Balázs Andrea      | Muro Shavo                   | Ternipe                                       | 10          | 10        | 10         | 30       | Továbbjutottak |
| 7 | Horváth Tamás   | Balázs Andrea      | Swalla                       | Jason Derulo ft. Nicki Minaj és Ty Dolla $ign | 10          | 10        | 10         | 30       | Továbbjutottak |
| 4 | Takács Nikolas  | Tápai Szabina      | Mambo No.5                   | Lou Bega                                      | 10          | 10        | 10         | 30       | Utolsó előttik |
| 8 | Takács Nikolas  | Tápai Szabina      | Azzurro                      | Aradszky László                               | 9           | 9         | 8          | 26       | Utolsó előttik |
| 5 | Kollányi Zsuzsi | Kamarás Iván       | Nem táncolsz jobban, mint én | Lóci játszik                                  | 10          | 10        | 10         | 30       | Továbbjutottak |
| 9 | Kollányi Zsuzsi | Kamarás Iván       | Smooth                       | Santana és Rob Thomas                         | 9           | 9         | 9          | 27       | Továbbjutottak |

### 8. adás - döntő (június 3.)
| #  | Előadók         | Előadók       | Dal                          | Eredeti előadó                           | Eredmény       |
| #  | Profi           | Amatőr        | Dal                          | Eredeti előadó                           | Eredmény       |
| -- | --------------- | ------------- | ---------------------------- | ---------------------------------------- | -------------- |
| 1  | Csobot Adél     | Rózsa György  | Száguldás, Porsche, Szerelem | Cserháti Zsuzsa és Charlie               | 3. helyezettek |
| 5  | Csobot Adél     | Rózsa György  | Swing-hatás                  | Csobot Adél                              | 3. helyezettek |
| 9  | Csobot Adél     | Rózsa György  | Jajj, de jó a habos söremény | KGB                                      | 3. helyezettek |
| 2  | Kollányi Zsuzsi | Kamarás Iván  | Respect                      | Aretha Franklin                          | 4. helyezettek |
| 6  | Kollányi Zsuzsi | Kamarás Iván  | Valahonnan                   | Kollányi Zsuzsi x Lotfi Begi feat. Majka | 4. helyezettek |
| 3  | Takács Nikolas  | Tápai Szabina | Szívből szeretni             | Rómeó és Júlia                           | 2. helyezettek |
| 8  | Takács Nikolas  | Tápai Szabina | Rád hangoltam                | Takács Nikolas                           | 2. helyezettek |
| 11 | Takács Nikolas  | Tápai Szabina | Elvis trén                   | Macskák                                  | 2. helyezettek |
| 4  | Horváth Tamás   | Balázs Andrea | Fekszem az ágyon             | V’Moto-Rock                              | 1. helyezettek |
| 7  | Horváth Tamás   | Balázs Andrea | Meggyfa                      | Horváth Tamás                            | 1. helyezettek |
| 10 | Horváth Tamás   | Balázs Andrea | Mindenki táncol              | Majka                                    | 1. helyezettek |